# Pandemia di COVID-19 in Algeria
Il primo caso della pandemia di COVID-19 in Algeria è stato confermato il 25 febbraio 2020.

## Antefatti
Il 12 gennaio 2020, l'Organizzazione mondiale della sanità (OMS) ha confermato che un nuovo coronavirus era la causa di una nuova infezione polmonare che aveva colpito diversi abitanti della città di Wuhan, nella provincia cinese dell'Hubei, il cui caso era stato portato all'attenzione dell'OMS il 31 dicembre 2019.
Sebbene nel tempo il tasso di mortalità del COVID-19 si sia rivelato decisamente più basso di quello dell'epidemia di SARS che aveva imperversato nel 2003, la trasmissione del virus SARS-CoV-2, alla base del COVID-19, è risultata essere molto più ampia di quella del precedente virus del 2003, ed ha portato a un numero totale di morti molto più elevato.
Il 5 maggio 2023, l'Organizzazione mondiale della sanità dichiara ufficialmente la fine della pandemia.

## Andamento dei contagi
| Data                                                                                       | Data       |  | Numero di casi | Numero di morti |
| ------------------------------------------------------------------------------------------ | ---------- |  | -------------- | --------------- |
| 25-02-2020                                                                                 | 25-02-2020 |  | 1(N.D.)        |                 |
| ⋮                                                                                          | ⋮          |  | 1(=)           |                 |
| 02-03-2020                                                                                 | 02-03-2020 |  | 3(+200%)       |                 |
| 03-03-2020                                                                                 | 03-03-2020 |  | 8(+167%)       |                 |
| 04-03-2020                                                                                 | 04-03-2020 |  | 13(+62%)       |                 |
| ⋮                                                                                          | ⋮          |  | 13(=)          |                 |
| 07-03-2020                                                                                 | 07-03-2020 |  | 20(+54%)       |                 |
| ⋮                                                                                          | ⋮          |  | 20(=)          |                 |
| 12-03-2020                                                                                 | 12-03-2020 |  | 26(+30%)       | 1(N.D.)         |
| 13-03-2020                                                                                 | 13-03-2020 |  | 27(+3,8%)      | 1(=)            |
| 14-03-2020                                                                                 | 14-03-2020 |  | 35(+30%)       | 3(+200%)        |
| 15-03-2020                                                                                 | 15-03-2020 |  | 52(+49%)       | 4(+33%)         |
| 16-03-2020                                                                                 | 16-03-2020 |  | 58(+12%)       | 4(=)            |
| 17-03-2020                                                                                 | 17-03-2020 |  | 60(+3,4%)      | 5(+25%)         |
| 18-03-2020                                                                                 | 18-03-2020 |  | 72(+20%)       | 7(+40%)         |
| 19-03-2020                                                                                 | 19-03-2020 |  | 90(+25%)       | 8(+14%)         |
| 20-03-2020                                                                                 | 20-03-2020 |  | 102(+13%)      | 12(+50%)        |
| 21-03-2020                                                                                 | 21-03-2020 |  | 139(+36%)      | 15(+25%)        |
| 22-03-2020                                                                                 | 22-03-2020 |  | 201(+45%)      | 17(+13%)        |
| 23-03-2020                                                                                 | 23-03-2020 |  | 230(+14%)      | 17(=)           |
| 24-03-2020                                                                                 | 24-03-2020 |  | 264(+15%)      | 19(+12%)        |
| 25-03-2020                                                                                 | 25-03-2020 |  | 302(+14%)      | 21(+11%)        |
| 26-03-2020                                                                                 | 26-03-2020 |  | 367(+22%)      | 25(+19%)        |
| 27-03-2020                                                                                 | 27-03-2020 |  | 409(+11%)      | 26(+4%)         |
| 28-03-2020                                                                                 | 28-03-2020 |  | 454(+11%)      | 29(+12%)        |
| 29-03-2020                                                                                 | 29-03-2020 |  | 511(+13%)      | 31(+6,9%)       |
| 30-03-2020                                                                                 | 30-03-2020 |  | 584(+14%)      | 35(+13%)        |
| 31-03-2020                                                                                 | 31-03-2020 |  | 716(+23%)      | 44(+26%)        |
| 01-04-2020                                                                                 | 01-04-2020 |  | 847(+18%)      | 58(+32%)        |
| 02-04-2020                                                                                 | 02-04-2020 |  | 986(+16%)      | 86(+48%)        |
| 03-04-2020                                                                                 | 03-04-2020 |  | 1 171(+19%)    | 105(+22%)       |
| 04-04-2020                                                                                 | 04-04-2020 |  | 1 251(+6,8%)   | 130(+24%)       |
| 05-04-2020                                                                                 | 05-04-2020 |  | 1 320(+5,5%)   | 152(+17%)       |
| 06-04-2020                                                                                 | 06-04-2020 |  | 1 423(+7,8%)   | 173(+14%)       |
| 07-04-2020                                                                                 | 07-04-2020 |  | 1 468(+3,2%)   | 193(+12%)       |
| 08-04-2020                                                                                 | 08-04-2020 |  | 1 572(+7,1%)   | 205(+6,2%)      |
| 09-04-2020                                                                                 | 09-04-2020 |  | 1 666(+6%)     | 235(+15%)       |
| 10-04-2020                                                                                 | 10-04-2020 |  | 1 761(+5,7%)   | 256(+8,9%)      |
| 11-04-2020                                                                                 | 11-04-2020 |  | 1 825(+3,6%)   | 275(+7,4%)      |
| 12-04-2020                                                                                 | 12-04-2020 |  | 1 914(+4,9%)   | 293(+6,5%)      |
| 13-04-2020                                                                                 | 13-04-2020 |  | 1 983(+3,6%)   | 313(+6,8%)      |
| 14-04-2020                                                                                 | 14-04-2020 |  | 2 070(+4,4%)   | 326(+4,2%)      |
| 15-04-2020                                                                                 | 15-04-2020 |  | 2 160(+4,3%)   | 336(+3,1%)      |
| 16-04-2020                                                                                 | 16-04-2020 |  | 2 268(+5%)     | 348(+3,6%)      |
| 17-04-2020                                                                                 | 17-04-2020 |  | 2 418(+6,6%)   | 364(+4,6%)      |
| 18-04-2020                                                                                 | 18-04-2020 |  | 2 534(+4,8%)   | 367(+0,82%)     |
| 19-04-2020                                                                                 | 19-04-2020 |  | 2 629(+3,7%)   | 375(+2,2%)      |
| 20-04-2020                                                                                 | 20-04-2020 |  | 2 718(+3,4%)   | 384(+2,4%)      |
| 21-04-2020                                                                                 | 21-04-2020 |  | 2 811(+3,4%)   | 392(+2,1%)      |
| 22-04-2020                                                                                 | 22-04-2020 |  | 2 910(+3,5%)   | 402(+2,6%)      |
| 23-04-2020                                                                                 | 23-04-2020 |  | 3 007(+3,3%)   | 407(+1,2%)      |
| 24-04-2020                                                                                 | 24-04-2020 |  | 3 127(+4%)     | 415(+2%)        |
| 25-04-2020                                                                                 | 25-04-2020 |  | 3 256(+4,1%)   | 419(+0,96%)     |
| 26-04-2020                                                                                 | 26-04-2020 |  | 3 382(+3,9%)   | 425(+1,4%)      |
| 27-04-2020                                                                                 | 27-04-2020 |  | 3 517(+4%)     | 432(+1,6%)      |
| 28-04-2020                                                                                 | 28-04-2020 |  | 3 649(+3,8%)   | 437(+1,2%)      |
| 29-04-2020                                                                                 | 29-04-2020 |  | 3 848(+5,5%)   | 444(+1,6%)      |
| 30-04-2020                                                                                 | 30-04-2020 |  | 4 006(+4,1%)   | 450(+1,4%)      |
| 01-05-2020                                                                                 | 01-05-2020 |  | 4 154(+3,7%)   | 453(+0,67%)     |
| 02-05-2020                                                                                 | 02-05-2020 |  | 4 295(+3,4%)   | 459(+1,3%)      |
| 03-05-2020                                                                                 | 03-05-2020 |  | 4 474(+4,2%)   | 463(+0,87%)     |
| 04-05-2020                                                                                 | 04-05-2020 |  | 4 648(+3,9%)   | 465(+0,43%)     |
| 05-05-2020                                                                                 | 05-05-2020 |  | 4 838(+4,1%)   | 470(+1,1%)      |
| 06-05-2020                                                                                 | 06-05-2020 |  | 4 997(+3,3%)   | 476(+1,3%)      |
| 07-05-2020                                                                                 | 07-05-2020 |  | 5 182(+3,7%)   | 483(+1,5%)      |
| 08-05-2020                                                                                 | 08-05-2020 |  | 5 369(+3,6%)   | 488(+1%)        |
| 09-05-2020                                                                                 | 09-05-2020 |  | 5 558(+3,5%)   | 494(+1,2%)      |
| 10-05-2020                                                                                 | 10-05-2020 |  | 5 723(+3%)     | 502(+1,6%)      |
| 11-05-2020                                                                                 | 11-05-2020 |  | 5 891(+2,9%)   | 507(+1%)        |
| 12-05-2020                                                                                 | 12-05-2020 |  | 6 067(+3%)     | 515(+1,6%)      |
| 13-05-2020                                                                                 | 13-05-2020 |  | 6 253(+3,1%)   | 522(+1,4%)      |
| 14-05-2020                                                                                 | 14-05-2020 |  | 6 442(+3%)     | 529(+1,3%)      |
| 15-05-2020                                                                                 | 15-05-2020 |  | 6 629(+2,9%)   | 536(+1,3%)      |
| 16-05-2020                                                                                 | 16-05-2020 |  | 6 821(+2,9%)   | 542(+1,1%)      |
| 17-05-2020                                                                                 | 17-05-2020 |  | 7 019(+2,9%)   | 548(+1,1%)      |
| 18-05-2020                                                                                 | 18-05-2020 |  | 7 201(+2,6%)   | 555(+1,3%)      |
| 19-05-2020                                                                                 | 19-05-2020 |  | 7 377(+2,4%)   | 561(+1,1%)      |
| 20-05-2020                                                                                 | 20-05-2020 |  | 7 542(+2,2%)   | 568(+1,2%)      |
| 21-05-2020                                                                                 | 21-05-2020 |  | 7 728(+2,5%)   | 575(+1,2%)      |
| 22-05-2020                                                                                 | 22-05-2020 |  | 7 918(+2,5%)   | 582(+1,2%)      |
| 23-05-2020                                                                                 | 23-05-2020 |  | 8 113(+2,5%)   | 592(+1,7%)      |
| 24-05-2020                                                                                 | 24-05-2020 |  | 8 306(+2,4%)   | 600(+1,4%)      |
| 25-05-2020                                                                                 | 25-05-2020 |  | 8 503(+2,4%)   | 609(+1,5%)      |
| 26-05-2020                                                                                 | 26-05-2020 |  | 8 697(+2,3%)   | 617(+1,3%)      |
| 27-05-2020                                                                                 | 27-05-2020 |  | 8 857(+1,8%)   | 623(+0,97%)     |
| 28-05-2020                                                                                 | 28-05-2020 |  | 8 997(+1,6%)   | 630(+1,1%)      |
| 29-05-2020                                                                                 | 29-05-2020 |  | 9 134(+1,5%)   | 638(+1,3%)      |
| 30-05-2020                                                                                 | 30-05-2020 |  | 9 267(+1,5%)   | 646(+1,3%)      |
| 31-05-2020                                                                                 | 31-05-2020 |  | 9 394(+1,4%)   | 653(+1,1%)      |
| 01-06-2020                                                                                 | 01-06-2020 |  | 9 513(+1,3%)   | 661(+1,2%)      |
| 02-06-2020                                                                                 | 02-06-2020 |  | 9 626(+1,2%)   | 667(+0,91%)     |
| 03-06-2020                                                                                 | 03-06-2020 |  | 9 733(+1,1%)   | 673(+0,9%)      |
| 04-06-2020                                                                                 | 04-06-2020 |  | 9 831(+1%)     | 681(+1,2%)      |
| 05-06-2020                                                                                 | 05-06-2020 |  | 9 935(+1,1%)   | 690(+1,3%)      |
| 06-06-2020                                                                                 | 06-06-2020 |  | 10 050(+1,2%)  | 698(+1,2%)      |
| 07-06-2020                                                                                 | 07-06-2020 |  | 10 154(+1%)    | 707(+1,3%)      |
| 08-06-2020                                                                                 | 08-06-2020 |  | 10 265(+1,1%)  | 715(+1,1%)      |
| 09-06-2020                                                                                 | 09-06-2020 |  | 10 382(+1,1%)  | 724(+1,3%)      |
| 10-06-2020                                                                                 | 10-06-2020 |  | 10 484(+0,98%) | 732(+1,1%)      |
| 11-06-2020                                                                                 | 11-06-2020 |  | 10 589(+1%)    | 741(+1,2%)      |
| 12-06-2020                                                                                 | 12-06-2020 |  | 10 698(+1%)    | 751(+1,3%)      |
| 13-06-2020                                                                                 | 13-06-2020 |  | 10 810(+1%)    | 760(+1,2%)      |
| 14-06-2020                                                                                 | 14-06-2020 |  | 10 919(+1%)    | 767(+0,92%)     |
| 15-06-2020                                                                                 | 15-06-2020 |  | 11 031(+1%)    | 777(+1,3%)      |
| 16-06-2020                                                                                 | 16-06-2020 |  | 11 147(+1,1%)  | 788(+1,4%)      |
| 17-06-2020                                                                                 | 17-06-2020 |  | 11 268(+1,1%)  | 799(+1,4%)      |
| 18-06-2020                                                                                 | 18-06-2020 |  | 11 385(+1%)    | 811(+1,5%)      |
| 19-06-2020                                                                                 | 19-06-2020 |  | 11 504(+1%)    | 825(+1,7%)      |
| 20-06-2020                                                                                 | 20-06-2020 |  | 11 631(+1,1%)  | 837(+1,5%)      |
| 21-06-2020                                                                                 | 21-06-2020 |  | 11 771(+1,2%)  | 845(+0,96%)     |
| 22-06-2020                                                                                 | 22-06-2020 |  | 11 920(+1,3%)  | 852(+0,83%)     |
| 23-06-2020                                                                                 | 23-06-2020 |  | 12 076(+1,3%)  | 861(+1,1%)      |
| 24-06-2020                                                                                 | 24-06-2020 |  | 12 248(+1,4%)  | 869(+0,93%)     |
| 25-06-2020                                                                                 | 25-06-2020 |  | 12 445(+1,6%)  | 878(+1%)        |
| 26-06-2020                                                                                 | 26-06-2020 |  | 12 685(+1,9%)  | 885(+0,8%)      |
| 27-06-2020                                                                                 | 27-06-2020 |  | 12 968(+2,2%)  | 892(+0,79%)     |
| 28-06-2020                                                                                 | 28-06-2020 |  | 13 273(+2,4%)  | 897(+0,56%)     |
| 29-06-2020                                                                                 | 29-06-2020 |  | 13 571(+2,2%)  | 905(+0,89%)     |
| 30-06-2020                                                                                 | 30-06-2020 |  | 13 907(+2,5%)  | 912(+0,77%)     |
| 01-07-2020                                                                                 | 01-07-2020 |  | 14 272(+2,6%)  | 920(+0,88%)     |
| 02-07-2020                                                                                 | 02-07-2020 |  | 14 657(+2,7%)  | 928(+0,87%)     |
| 03-07-2020                                                                                 | 03-07-2020 |  | 15 070(+2,8%)  | 937(+0,97%)     |
| 04-07-2020                                                                                 | 04-07-2020 |  | 15 500(+2,9%)  | 946(+0,96%)     |
| 05-07-2020                                                                                 | 05-07-2020 |  | 15 941(+2,8%)  | 952(+0,63%)     |
| 06-07-2020                                                                                 | 06-07-2020 |  | 16 404(+2,9%)  | 959(+0,74%)     |
| 07-07-2020                                                                                 | 07-07-2020 |  | 16 879(+2,9%)  | 968(+0,94%)     |
| 08-07-2020                                                                                 | 08-07-2020 |  | 17 348(+2,8%)  | 978(+1%)        |
| 09-07-2020                                                                                 | 09-07-2020 |  | 17 808(+2,7%)  | 988(+1%)        |
| 10-07-2020                                                                                 | 10-07-2020 |  | 18 242(+2,4%)  | 996(+0,81%)     |
| 11-07-2020                                                                                 | 11-07-2020 |  | 18 712(+2,6%)  | 1 004(+0,8%)    |
| 12-07-2020                                                                                 | 12-07-2020 |  | 19 195(+2,6%)  | 1 011(+0,7%)    |
| 13-07-2020                                                                                 | 13-07-2020 |  | 19 689(+2,6%)  | 1 018(+0,69%)   |
| 14-07-2020                                                                                 | 14-07-2020 |  | 20 216(+2,7%)  | 1 028(+0,98%)   |
| 15-07-2020                                                                                 | 15-07-2020 |  | 20 770(+2,7%)  | 1 040(+1,2%)    |
| 16-07-2020                                                                                 | 16-07-2020 |  | 21 355(+2,8%)  | 1 052(+1,2%)    |
| 17-07-2020                                                                                 | 17-07-2020 |  | 21 948(+2,8%)  | 1 057(+0,48%)   |
| 18-07-2020                                                                                 | 18-07-2020 |  | 22 549(+2,7%)  | 1 068(+1%)      |
| 19-07-2020                                                                                 | 19-07-2020 |  | 23 084(+2,4%)  | 1 078(+0,94%)   |
| 20-07-2020                                                                                 | 20-07-2020 |  | 23 691(+2,6%)  | 1 087(+0,83%)   |
| 21-07-2020                                                                                 | 21-07-2020 |  | 24 278(+2,5%)  | 1 100(+1,2%)    |
| 22-07-2020                                                                                 | 22-07-2020 |  | 24 872(+2,4%)  | 1 111(+1%)      |
| 23-07-2020                                                                                 | 23-07-2020 |  | 25 484(+2,5%)  | 1 124(+1,2%)    |
| 24-07-2020                                                                                 | 24-07-2020 |  | 26 159(+2,6%)  | 1 136(+1,1%)    |
| 25-07-2020                                                                                 | 25-07-2020 |  | 26 764(+2,3%)  | 1 146(+0,88%)   |
| 26-07-2020                                                                                 | 26-07-2020 |  | 27 357(+2,2%)  | 1 155(+0,79%)   |
| 27-07-2020                                                                                 | 27-07-2020 |  | 27 973(+2,3%)  | 1 163(+0,69%)   |
| 28-07-2020                                                                                 | 28-07-2020 |  | 28 615(+2,3%)  | 1 174(+0,95%)   |
| 29-07-2020                                                                                 | 29-07-2020 |  | 29 229(+2,1%)  | 1 186(+1%)      |
| 30-07-2020                                                                                 | 30-07-2020 |  | 29 831(+2,1%)  | 1 200(+1,2%)    |
| 31-07-2020                                                                                 | 31-07-2020 |  | 30 394(+1,9%)  | 1 210(+0,83%)   |
| 01-08-2020                                                                                 | 01-08-2020 |  | 30 950(+1,8%)  | 1 223(+1,1%)    |
| 02-08-2020                                                                                 | 02-08-2020 |  | 31 465(+1,7%)  | 1 231(+0,65%)   |
| 03-08-2020                                                                                 | 03-08-2020 |  | 31 972(+1,6%)  | 1 239(+0,65%)   |
| 04-08-2020                                                                                 | 04-08-2020 |  | 32 504(+1,7%)  | 1 248(+0,73%)   |
| 05-08-2020                                                                                 | 05-08-2020 |  | 33 055(+1,7%)  | 1 261(+1%)      |
| 06-08-2020                                                                                 | 06-08-2020 |  | 33 626(+1,7%)  | 1 273(+0,95%)   |
| 07-08-2020                                                                                 | 07-08-2020 |  | 34 155(+1,6%)  | 1 282(+0,71%)   |
| 08-08-2020                                                                                 | 08-08-2020 |  | 34 693(+1,6%)  | 1 293(+0,86%)   |
| 09-08-2020                                                                                 | 09-08-2020 |  | 35 214(+1,5%)  | 1 302(+0,7%)    |
| 10-08-2020                                                                                 | 10-08-2020 |  | 35 712(+1,4%)  | 1 312(+0,77%)   |
| 11-08-2020                                                                                 | 11-08-2020 |  | 36 204(+1,4%)  | 1 322(+0,76%)   |
| 12-08-2020                                                                                 | 12-08-2020 |  | 36 699(+1,4%)  | 1 333(+0,83%)   |
| 13-08-2020                                                                                 | 13-08-2020 |  | 37 187(+1,3%)  | 1 341(+0,6%)    |
| 14-08-2020                                                                                 | 14-08-2020 |  | 37 664(+1,3%)  | 1 351(+0,75%)   |
| 15-08-2020                                                                                 | 15-08-2020 |  | 38 133(+1,2%)  | 1 360(+0,67%)   |
| 16-08-2020                                                                                 | 16-08-2020 |  | 38 583(+1,2%)  | 1 370(+0,74%)   |
| 17-08-2020                                                                                 | 17-08-2020 |  | 39 025(+1,1%)  | 1 379(+0,66%)   |
| 18-08-2020                                                                                 | 18-08-2020 |  | 39 444(+1,1%)  | 1 391(+0,87%)   |
| 19-08-2020                                                                                 | 19-08-2020 |  | 39 847(+1%)    | 1 402(+0,79%)   |
| 20-08-2020                                                                                 | 20-08-2020 |  | 40 258(+1%)    | 1 411(+0,64%)   |
| 21-08-2020                                                                                 | 21-08-2020 |  | 40 667(+1%)    | 1 418(+0,5%)    |
| 22-08-2020                                                                                 | 22-08-2020 |  | 41 068(+0,99%) | 1 424(+0,42%)   |
| 23-08-2020                                                                                 | 23-08-2020 |  | 41 460(+0,95%) | 1 435(+0,77%)   |
| 24-08-2020                                                                                 | 24-08-2020 |  | 41 858(+0,96%) | 1 446(+0,77%)   |
| 25-08-2020                                                                                 | 25-08-2020 |  | 42 228(+0,88%) | 1 456(+0,69%)   |
| 26-08-2020                                                                                 | 26-08-2020 |  | 42 619(+0,93%) | 1 465(+0,62%)   |
| 27-08-2020                                                                                 | 27-08-2020 |  | 43 016(+0,93%) | 1 475(+0,68%)   |
| 28-08-2020                                                                                 | 28-08-2020 |  | 43 403(+0,9%)  | 1 483(+0,54%)   |
| 29-08-2020                                                                                 | 29-08-2020 |  | 43 781(+0,87%) | 1 491(+0,54%)   |
| 30-08-2020                                                                                 | 30-08-2020 |  | 44 416(+1,5%)  | 1 501(+0,67%)   |
| 31-08-2020                                                                                 | 31-08-2020 |  | 44 494(+0,18%) | 1 510(+0,6%)    |
| 01-09-2020                                                                                 | 01-09-2020 |  | 44 833(+0,76%) | 1 518(+0,53%)   |
| 02-09-2020                                                                                 | 02-09-2020 |  | 45 158(+0,72%) | 1 523(+0,33%)   |
| 03-09-2020                                                                                 | 03-09-2020 |  | 45 469(+0,69%) | 1 529(+0,39%)   |
| 04-09-2020                                                                                 | 04-09-2020 |  | 45 773(+0,67%) | 1 539(+0,65%)   |
| 05-09-2020                                                                                 | 05-09-2020 |  | 46 071(+0,65%) | 1 549(+0,65%)   |
| 06-09-2020                                                                                 | 06-09-2020 |  | 46 364(+0,64%) | 1 556(+0,45%)   |
| 07-09-2020                                                                                 | 07-09-2020 |  | 46 653(+0,62%) | 1 562(+0,39%)   |
| 08-09-2020                                                                                 | 08-09-2020 |  | 46 938(+0,61%) | 1 571(+0,58%)   |
| 09-09-2020                                                                                 | 09-09-2020 |  | 47 216(+0,59%) | 1 581(+0,64%)   |
| 10-09-2020                                                                                 | 10-09-2020 |  | 47 488(+0,58%) | 1 591(+0,63%)   |
| 11-09-2020                                                                                 | 11-09-2020 |  | 47 752(+0,56%) | 1 599(+0,5%)    |
| 12-09-2020                                                                                 | 12-09-2020 |  | 48 007(+0,53%) | 1 605(+0,38%)   |
| 13-09-2020                                                                                 | 13-09-2020 |  | 48 254(+0,51%) | 1 612(+0,44%)   |
| 14-09-2020                                                                                 | 14-09-2020 |  | 48 496(+0,5%)  | 1 620(+0,5%)    |
| 15-09-2020                                                                                 | 15-09-2020 |  | 48 734(+0,49%) | 1 632(+0,74%)   |
| 16-09-2020                                                                                 | 16-09-2020 |  | 48 966(+0,48%) | 1 645(+0,8%)    |
| 17-09-2020                                                                                 | 17-09-2020 |  | 49 194(+0,47%) | 1 654(+0,55%)   |
| 18-09-2020                                                                                 | 18-09-2020 |  | 49 413(+0,45%) | 1 659(+0,3%)    |
| 19-09-2020                                                                                 | 19-09-2020 |  | 49 623(+0,42%) | 1 665(+0,36%)   |
| 20-09-2020                                                                                 | 20-09-2020 |  | 49 826(+0,41%) | 1 672(+0,42%)   |
| 21-09-2020                                                                                 | 21-09-2020 |  | 50 023(+0,4%)  | 1 679(+0,42%)   |
| 22-09-2020                                                                                 | 22-09-2020 |  | 50 214(+0,38%) | 1 689(+0,6%)    |
| 23-09-2020                                                                                 | 23-09-2020 |  | 50 400(+0,37%) | 1 698(+0,53%)   |
| 24-09-2020                                                                                 | 24-09-2020 |  | 50 579(+0,36%) | 1 703(+0,29%)   |
| 25-09-2020                                                                                 | 25-09-2020 |  | 50 754(+0,35%) | 1 707(+0,23%)   |
| 26-09-2020                                                                                 | 26-09-2020 |  | 50 914(+0,32%) | 1 711(+0,23%)   |
| 27-09-2020                                                                                 | 27-09-2020 |  | 51 067(+0,3%)  | 1 714(+0,18%)   |
| 28-09-2020                                                                                 | 28-09-2020 |  | 51 213(+0,29%) | 1 719(+0,29%)   |
| 29-09-2020                                                                                 | 29-09-2020 |  | 51 368(+0,3%)  | 1 726(+0,41%)   |
| 30-09-2020                                                                                 | 30-09-2020 |  | 51 530(+0,32%) | 1 736(+0,58%)   |
| 01-10-2020                                                                                 | 01-10-2020 |  | 51 690(+0,31%) | 1 741(+0,29%)   |
| 02-10-2020                                                                                 | 02-10-2020 |  | 51 847(+0,3%)  | 1 749(+0,46%)   |
| 03-10-2020                                                                                 | 03-10-2020 |  | 51 995(+0,29%) | 1 756(+0,4%)    |
| 04-10-2020                                                                                 | 04-10-2020 |  | 52 136(+0,27%) | 1 760(+0,23%)   |
| 05-10-2020                                                                                 | 05-10-2020 |  | 52 270(+0,26%) | 1 768(+0,45%)   |
| 06-10-2020                                                                                 | 06-10-2020 |  | 52 399(+0,25%) | 1 768(=)        |
| 07-10-2020                                                                                 | 07-10-2020 |  | 52 520(+0,23%) | 1 771(+0,17%)   |
| 08-10-2020                                                                                 | 08-10-2020 |  | 52 658(+0,26%) | 1 783(+0,68%)   |
| 09-10-2020                                                                                 | 09-10-2020 |  | 52 804(+0,28%) | 1 789(+0,34%)   |
| 10-10-2020                                                                                 | 10-10-2020 |  | 52 940(+0,26%) | 1 795(+0,34%)   |
| 11-10-2020                                                                                 | 11-10-2020 |  | 53 072(+0,25%) | 1 801(+0,33%)   |
| 12-10-2020                                                                                 | 12-10-2020 |  | 53 225(+0,29%) | 1 809(+0,44%)   |
| 13-10-2020                                                                                 | 13-10-2020 |  | 53 399(+0,33%) | 1 818(+0,5%)    |
| 14-10-2020                                                                                 | 14-10-2020 |  | 53 584(+0,35%) | 1 827(+0,5%)    |
| 15-10-2020                                                                                 | 15-10-2020 |  | 53 777(+0,36%) | 1 827(=)        |
| 16-10-2020                                                                                 | 16-10-2020 |  | 53 998(+0,41%) | 1 841(+0,77%)   |
| 17-10-2020                                                                                 | 17-10-2020 |  | 54 203(+0,38%) | 1 846(+0,27%)   |
| 18-10-2020                                                                                 | 18-10-2020 |  | 54 402(+0,37%) | 1 856(+0,54%)   |
| 19-10-2020                                                                                 | 19-10-2020 |  | 54 616(+0,39%) | 1 865(+0,48%)   |
| 20-10-2020                                                                                 | 20-10-2020 |  | 54 829(+0,39%) | 1 873(+0,43%)   |
| 21-10-2020                                                                                 | 21-10-2020 |  | 55 081(+0,46%) | 1 880(+0,37%)   |
| 22-10-2020                                                                                 | 22-10-2020 |  | 55 357(+0,5%)  | 1 888(+0,43%)   |
| 23-10-2020                                                                                 | 23-10-2020 |  | 55 630(+0,49%) | 1 897(+0,48%)   |
| 24-10-2020                                                                                 | 24-10-2020 |  | 55 880(+0,45%) | 1 907(+0,53%)   |
| 25-10-2020                                                                                 | 25-10-2020 |  | 56 143(+0,47%) | 1 914(+0,37%)   |
| 26-10-2020                                                                                 | 26-10-2020 |  | 56 419(+0,49%) | 1 922(+0,42%)   |
| 27-10-2020                                                                                 | 27-10-2020 |  | 56 706(+0,51%) | 1 931(+0,47%)   |
| 28-10-2020                                                                                 | 28-10-2020 |  | 57 026(+0,56%) | 1 941(+0,52%)   |
| 29-10-2020                                                                                 | 29-10-2020 |  | 57 332(+0,54%) | 1 949(+0,41%)   |
| 30-10-2020                                                                                 | 30-10-2020 |  | 57 651(+0,56%) | 1 956(+0,36%)   |
| 31-10-2020                                                                                 |            |  |                |                 |
| 01-11-2020                                                                                 | 01-11-2020 |  | 58 272(N.D.)   | 1 973(N.D.)     |
| 02-11-2020                                                                                 | 02-11-2020 |  | 58 574(+0,52%) | 1 980(+0,35%)   |
| 03-11-2020                                                                                 | 03-11-2020 |  | 58 979(+0,69%) | 1 980(=)        |
| 04-11-2020                                                                                 | 04-11-2020 |  | 59 527(+0,93%) | 1 999(+0,96%)   |
| 05-11-2020                                                                                 | 05-11-2020 |  | 60 169(+1,1%)  | 2 011(+0,6%)    |
| 06-11-2020                                                                                 | 06-11-2020 |  | 60 800(+1%)    | 2 024(+0,65%)   |
| 07-11-2020                                                                                 | 07-11-2020 |  | 61 381(+0,96%) | 2 036(+0,59%)   |
| 08-11-2020                                                                                 | 08-11-2020 |  | 62 051(+1,1%)  | 2 048(+0,59%)   |
| 09-11-2020                                                                                 | 09-11-2020 |  | 62 693(+1%)    | 2 062(+0,68%)   |
| 10-11-2020                                                                                 | 10-11-2020 |  | 63 446(+1,2%)  | 2 077(+0,73%)   |
| 11-11-2020                                                                                 | 11-11-2020 |  | 64 257(+1,3%)  | 2 093(+0,77%)   |
| 12-11-2020                                                                                 | 12-11-2020 |  | 65 108(+1,3%)  | 2 111(+0,86%)   |
| 13-11-2020                                                                                 | 13-11-2020 |  | 65 975(+1,3%)  | 2 124(+0,62%)   |
| 14-11-2020                                                                                 | 14-11-2020 |  | 66 819(+1,3%)  | 2 139(+0,71%)   |
| 15-11-2020                                                                                 | 15-11-2020 |  | 67 679(+1,3%)  | 2 154(+0,7%)    |
| 16-11-2020                                                                                 | 16-11-2020 |  | 68 589(+1,3%)  | 2 168(+0,65%)   |
| 17-11-2020                                                                                 | 17-11-2020 |  | 69 591(+1,5%)  | 2 186(+0,83%)   |
| 18-11-2020                                                                                 | 18-11-2020 |  | 70 629(+1,5%)  | 2 206(+0,91%)   |
| 19-11-2020                                                                                 | 19-11-2020 |  | 71 652(+1,4%)  | 2 224(+0,82%)   |
| 20-11-2020                                                                                 | 20-11-2020 |  | 72 755(+1,5%)  | 2 236(+0,54%)   |
| 21-11-2020                                                                                 | 21-11-2020 |  | 73 774(+1,4%)  | 2 255(+0,85%)   |
| 22-11-2020                                                                                 | 22-11-2020 |  | 74 862(+1,5%)  | 2 275(+0,89%)   |
| 23-11-2020                                                                                 | 23-11-2020 |  | 75 867(+1,3%)  | 2 294(+0,84%)   |
| 24-11-2020                                                                                 | 24-11-2020 |  | 77 000(+1,5%)  | 2 309(+0,65%)   |
| 25-11-2020                                                                                 | 25-11-2020 |  | 78 025(+1,3%)  | 2 329(+0,87%)   |
| 26-11-2020                                                                                 | 26-11-2020 |  | 79 110(+1,4%)  | 2 352(+0,99%)   |
| 27-11-2020                                                                                 | 27-11-2020 |  | 80 168(+1,3%)  | 2 372(+0,85%)   |
| 28-11-2020                                                                                 | 28-11-2020 |  | 81 212(+1,3%)  | 2 393(+0,89%)   |
| 29-11-2020                                                                                 | 29-11-2020 |  | 82 221(+1,2%)  | 2 410(+0,71%)   |
| 30-11-2020                                                                                 | 30-11-2020 |  | 83 199(+1,2%)  | 2 431(+0,87%)   |
| 01-12-2020                                                                                 | 01-12-2020 |  | 84 152(+1,1%)  | 2 447(+0,66%)   |
| 02-12-2020                                                                                 | 02-12-2020 |  | 85 084(+1,1%)  | 2 464(+0,69%)   |
| 03-12-2020                                                                                 | 03-12-2020 |  | 85 927(+0,99%) | 2 480(+0,65%)   |
| 04-12-2020                                                                                 | 04-12-2020 |  | 86 730(+0,93%) | 2 492(+0,48%)   |
| 05-12-2020                                                                                 | 05-12-2020 |  | 87 502(+0,89%) | 2 501(+0,36%)   |
| 06-12-2020                                                                                 | 06-12-2020 |  | 88 252(+0,86%) | 2 516(+0,6%)    |
| 07-12-2020                                                                                 | 07-12-2020 |  | 88 825(+0,65%) | 2 527(+0,44%)   |
| 08-12-2020                                                                                 | 08-12-2020 |  | 89 416(+0,67%) | 2 539(+0,47%)   |
| 09-12-2020                                                                                 | 09-12-2020 |  | 90 014(+0,67%) | 2 554(+0,59%)   |
| 10-12-2020                                                                                 | 10-12-2020 |  | 90 579(+0,63%) | 2 564(+0,39%)   |
| 11-12-2020                                                                                 | 11-12-2020 |  | 91 121(+0,6%)  | 2 575(+0,43%)   |
| 12-12-2020                                                                                 | 12-12-2020 |  | 91 638(+0,57%) | 2 584(+0,35%)   |
| 13-12-2020                                                                                 | 13-12-2020 |  | 92 102(+0,51%) | 2 596(+0,46%)   |
| 14-12-2020                                                                                 | 14-12-2020 |  | 92 597(+0,54%) | 2 609(+0,5%)    |
| 15-12-2020                                                                                 | 15-12-2020 |  | 93 065(+0,51%) | 2 623(+0,54%)   |
| 16-12-2020                                                                                 | 16-12-2020 |  | 93 507(+0,47%) | 2 631(+0,3%)    |
| 17-12-2020                                                                                 | 17-12-2020 |  | 93 933(+0,46%) | 2 640(+0,34%)   |
| 18-12-2020                                                                                 | 18-12-2020 |  | 94 371(+0,47%) | 2 647(+0,27%)   |
| 19-12-2020                                                                                 | 19-12-2020 |  | 94 781(+0,43%) | 2 659(+0,45%)   |
| 20-12-2020                                                                                 | 20-12-2020 |  | 95 203(+0,45%) | 2 666(+0,26%)   |
| 21-12-2020                                                                                 | 21-12-2020 |  | 95 659(+0,48%) | 2 675(+0,34%)   |
| 22-12-2020                                                                                 | 22-12-2020 |  | 96 069(+0,43%) | 2 687(+0,45%)   |
| 23-12-2020                                                                                 | 23-12-2020 |  | 96 549(+0,5%)  | 2 696(+0,33%)   |
| 24-12-2020                                                                                 | 24-12-2020 |  | 97 007(+0,47%) | 2 705(+0,33%)   |
| Fonti: - Ministero della sanità dell'Algeria - Ultimo aggiornamento: 24.12.2020, 18:00 GMT |            |  |                |                 |

## Cronologia

### Febbraio
Il 25 febbraio, l'Algeria ha confermato il suo primo caso di COVID-19, si trattava di un uomo italiano arrivato il 17 febbraio; il 28 febbraio, l'Algeria lo ha trasferito in Italia, attraverso un volo speciale dall'aeroporto di Hassi Messaoud.

### Marzo
Il 2 marzo, l'Algeria ha confermato due nuovi casi.
Nel pomeriggio del 3 marzo, l'Algeria ha confermato altri due casi, che hanno portato a cinque il numero totale di casi confermati, si trattava di persone provenienti dalla stessa famiglia.
Il Ministero della Salute ha annunciato la sera del 3 marzo che tre nuovi casi di SARS-CoV-2 erano stati registrati in Algeria, tutti appartenenti alla stessa famiglia.
Il 12 marzo, sono stati confermati cinque nuovi casi di COVID-19, incluso un decesso.
Il 14 marzo, il Ministero della Salute algerino ha comunicato 10 nuovi casi di COVID-19 e un decesso.
Il 15 marzo, il Primo Ministro Abdelaziz Djerad ha dichiarato che "45 casi sono stati confermati dall'Istituto Pasteur d'Algeria".
Il 20 marzo è stata registrata una decima morte in Algeria, nella provincia di El Oued, è la sorella del primo caso della provincia.
Al 21 marzo, il bilancio dei casi era di 139 casi confermati, di cui 78 nella provincia di Blida, 6 nella provincia di Orano. e un primo caso confermato nella provincia di Relizane.
Il 22 marzo, il ministro della sanità algerino, Abderrahmane Benbouzid, ha annunciato che "l'Algeria è entrata nella terza fase dell'epidemia di coronavirus e, pertanto, dobbiamo prepararci al peggio".
Il 28 marzo sono stati registrati 45 nuovi casi confermati e tre nuovi decessi.
Il 31 marzo sono stati registrati 132 nuovi casi e 9 nuovi decessi nelle ultime 24 ore in Algeria, portando il numero dei casi confermati a 716 e quello di decessi a 44.

### Aprile
Il 15 aprile, il numero di casi confermati di coronavirus è salito a 2160 con un totale di 90 nuovi casi registrati in 21 province nelle ultime 24 ore e 10 nuovi decessi; portando il totale dei decessi a 336.
Il 17 aprile, sono stati registrati 150 nuovi casi in sole 24 ore.
Il 19 aprile, sono stati segnalati 95 nuovi casi confermati e 8 nuovi decessi in Algeria, portando il numero dei casi confermati a 2629 e quello dei morti a 375. Il ministero dell'Istruzione domenica ha annunciato l'estensione della sospensione delle lezioni per le tre fasi dell'istruzione fino al 29 aprile.
Il 22 aprile, l'Algeria ha ricevuto una nuova donazione dalla Cina composta da mascherine chirurgiche, kit di test e respiratori artificiali come parte della lotta contro COVID-19.
Il 27 aprile, le misure di blocco e le altre misure preventive pertinenti per affrontare il coronavirus sono state prorogate, per un periodo aggiuntivo di 15 giorni (dal 30 aprile al 14 maggio).
Il 29 aprile l'Algeria ha ricevuto attrezzature mediche offerte dalla Russia, come contributo agli sforzi dell'Algeria per arginare la diffusione del coronavirus.

### Maggio
Il 3 maggio, l'anno scolastico è stato sospeso e "il Consiglio dei ministri ha deciso di presentare proposte per terminare l'anno scolastico nel migliore interesse di alunni e studenti.
Il 10 maggio il Consiglio dei ministri ha deciso di rimandare a settembre gli esami di maturità e gli esami di scuola media alla seconda settimana dello stesso mese.
Il 14 maggio il ministro della sanità, della popolazione e delle riforme ospedaliere, ha affermato che indossare maschere sarà obbligatorio se la diffusione della nuova pandemia di coronavirus in Algeria persiste e la situazione non sarà sotto controllo.
Il 17 maggio, è stato riportato che ci sono stati 19 decessi per il coronavirus tra il personale medico e paramedico in Algeria dallo scoppio dell'epidemia.
Il 28 maggio sono stati registrati 140 nuovi casi e 7 decessi, portando il totale a 8.997 casi confermati e 630 decessi. Lo stesso giorno il governo ha deciso di mantenere il blocco parziale fino al 13 giugno come parte delle misure per combattere la pandemia di COVID-19 e di revocarla totalmente in quattro province. L'Algeria continuerà a utilizzare il protocollo terapeutico a base di idrossiclorochina contro il nuovo coronavirus (COVID-19).

## Statistiche
| Provincia                            | Casi  | Decessi | Guariti |
| ------------------------------------ | ----- | ------- | ------- |
| Blida                                | 1,169 | 120     | 133     |
| Algiers                              | 1,074 | 132     | 261     |
| Oran                                 | 608   | 21      | 234     |
| Sétif                                | 597   | 35      | 2       |
| Constantine                          | 469   | 20      | 0       |
| Ain Defla                            | 398   | 9       | 100     |
| Tipaza                               | 337   | 33      | 0       |
| Béjaïa                               | 295   | 19      | 1       |
| Tlemcen                              | 278   | 8       | 0       |
| Ouargla                              | 267   | 21      | 1       |
| Bordj Bou Arréridj                   | 233   | 29      | 107     |
| Médéa                                | 219   | 18      | 73      |
| Annaba                               | 187   | 4       | 3       |
| Oum El Bouaghi                       | 190   | 6       | 124     |
| Tiaret                               | 181   | 16      | 0       |
| Tizi Ouzou                           | 165   | 16      | 37      |
| Béchar                               | 163   | 1       | 0       |
| Batna                                | 162   | 9       | 42      |
| M'Sila                               | 157   | 13      | 14      |
| Djelfa                               | 160   | 7       | 100     |
| Khenchela                            | 147   | 3       | 0       |
| Skikda                               | 141   | 7       | 3       |
| Mascara                              | 140   | 9       | 2       |
| Biskra                               | 133   | 6       | 2       |
| Boumerdès                            | 129   | 8       | 1       |
| Adrar                                | 125   | 4       | 0       |
| Laghouat                             | 115   | 4       | 0       |
| Ain Temouchent                       | 104   | 5       | 0       |
| Ghardaïa                             | 100   | 6       | 0       |
| El Oued                              | 101   | 10      | 0       |
| Bouira                               | 92    | 7       | 15      |
| Sidi Bel Abbes                       | 82    | 12      | 0       |
| Tissemsilt                           | 81    | 2       | 1       |
| Mostaganem                           | 75    | 4       | 60      |
| Chlef                                | 73    | 2       | 0       |
| Tebessa                              | 76    | 4       | 54      |
| Souk Ahras                           | 72    | 1       | 0       |
| Mila                                 | 67    | 5       | 0       |
| Jijel                                | 62    | 5       | 17      |
| Naâma                                | 60    | 1       | 1       |
| Guelma                               | 59    | 1       | 51      |
| Relizane                             | 47    | 3       | 38      |
| El Bayadh                            | 48    | 5       | 15      |
| El Taref                             | 34    | 0       | 20      |
| Tindouf                              | 14    | 1       | 0       |
| Saïda                                | 10    | 0       | 0       |
| Tamanrasset                          | 10    | 1       | 0       |
| Illizi                               | 7     | 0       | 0       |
| Totale                               | 9,513 | 661     | 5,894   |
| Ultimo aggiornamento: 31 maggio 2020 |       |         |         |